# Saint-Remy-sur-Bussy
 Saint-Remy-sur-Bussy  es una comuna y población de Francia, en la región de Champaña-Ardenas, departamento de Marne, en el distrito de Sainte-Menehould y cantón de Givry-en-Argonne.
Su población en el censo de 1999 era de 301 habitantes.
Está integrada en la  Communauté de communes de la Région de Suippes .

## Demografía
| 317 | 281 | 242 | 266 | 306 | 301 |
| Para los censos de 1962 a 1999 la población legal corresponde a la población sin duplicidades (Fuente: INSEE [Consultar]) |     |     |     |     |     |